# Sauville (Vosges)
Sauville település Franciaországban, Vosges megyében. Lakosainak száma 169 fő (2022. január 1.). Sauville Saint-Ouen-lès-Parey, Blevaincourt, Martigny-les-Bains, Robécourt, La Vacheresse-et-la-Rouillie, Villotte és Vrécourt községekkel határos.

## Népesség
A település népessége az elmúlt években az alábbi módon változott:
| Lakosok száma | 189  | 188  | 192  | 183  | 180  | 178  | 176  | 174  | 169  |
|               | 2013 | 2015 | 2016 | 2017 | 2018 | 2019 | 2020 | 2021 | 2022 |